# Gonzalo Escobar
Gonzalo Escobar (Manta, 20 januari 1989) is een Ecuadoraans tennisser die voornamelijk actief is in het dubbelspel.

## Carrière

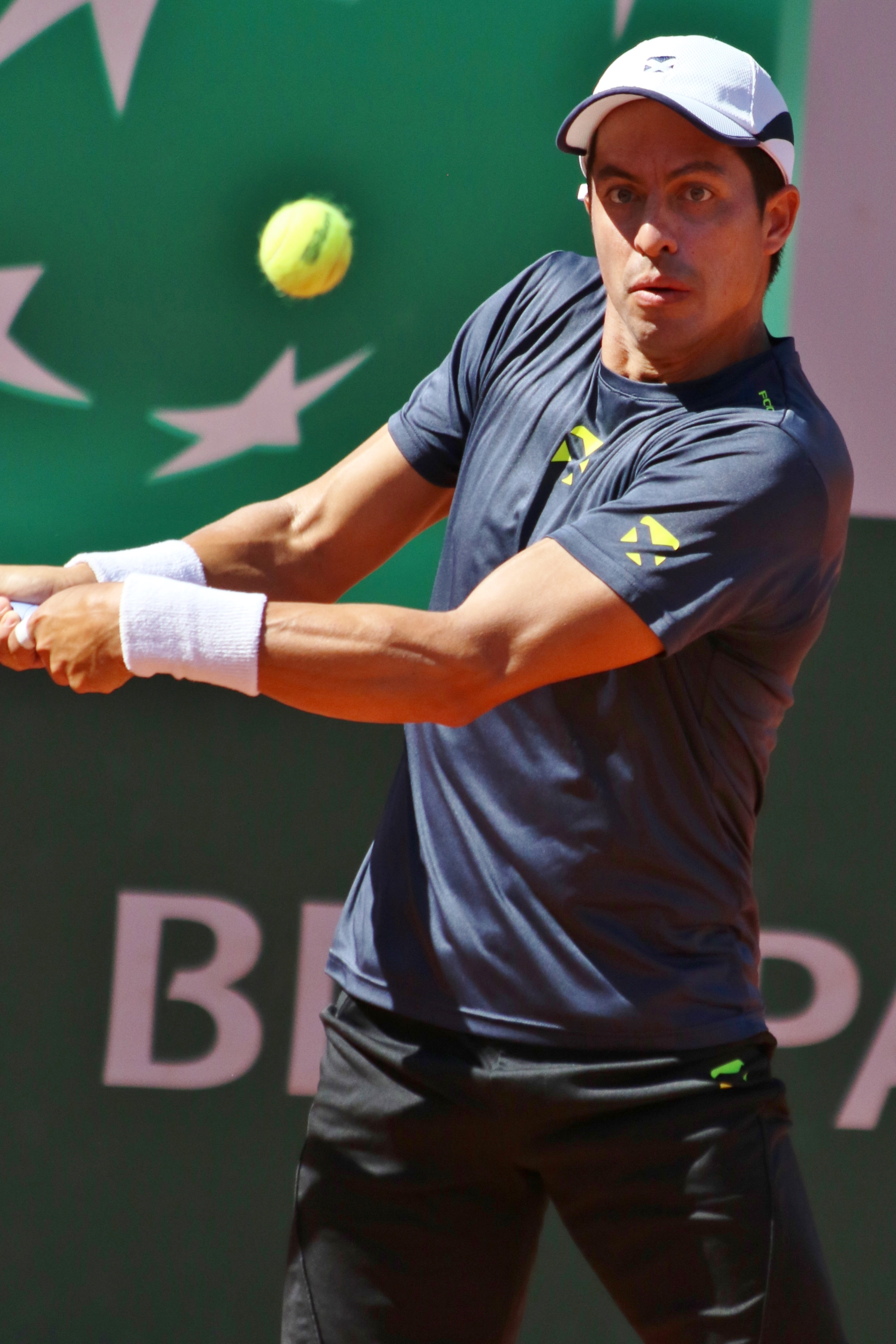
Roland Garros 2021

Van 2008 tot 2011 speelde hij collegetennis voor Texas Tech University. Escobar, die vanaf 2019 dubbelt samen met Ariel Behar uit Uruguay, bereikte in 2021 vijf finales waarvan hij er twee wist te winnen. Daarnaast won hij negen challengers waarvan acht met Behar in 2019 en 2020. In 2020 nam hij voor het eerst deel aan een grandslamtoernooi – hij speelde met Behar op Roland Garros waar zij verloren in de eerste ronde. In 2021 nam hij deel aan zowel het Australian Open als Roland Garros maar werd weeral uitgeschakeld in de eerste ronde. Succesvoller waren zij op Wimbledon 2021, waar zij de derde ronde bereikten. In 2022 won hij samen met Behar een finale van het ATP-toernooi van Belgrado en verloor twee andere. Zowel op het Australian Open als het US Open reikten zij terug tot de derde ronde.

## Palmares
| Legenda               |
| --------------------- |
| Grand Slam            |
| Olympische Spelen     |
| ATP Finals            |
| ATP Tour Masters 1000 |
| ATP Tour 500          |
| ATP Tour 250          |

### Mannendubbelspel
| Nr.                  | Datum            | Toernooi         | Ondergrond    | Partner              | Tegenstanders in finale                   | Score             |         |
| -------------------- | ---------------- | ---------------- | ------------- | -------------------- | ----------------------------------------- | ----------------- | ------- |
| gewonnen finales     |                  |                  |               |                      |                                           |                   |         |
| 1.                   | 13 januari 2021  | ATP Delray Beach | Hardcourt     | Ariel Behar          | Christian Harrison Ryan Harrison          | 6-7, 7-6, [10-4]  | details |
| 2.                   | 11 april 2021    | ATP Marbella     | Gravel        | Ariel Behar          | Tomislav Brkić Nikola Čačić               | 6-2, 6-4          | details |
| 3.                   | 24 april 2022    | ATP Belgrado     | Gravel        | Ariel Behar          | Nikola Mektić Mate Pavić                  | 6-2, 3-6, [10-7]  | details |
| 4.                   | 23 juli 2023     | ATP Båstad       | Gravel        | Oleksandr Nedovjesov | Francisco Cabral Rafael Matos             | 6–2, 6–2          | details |
| 5.                   | 11 november 2023 | ATP Sofia        | Hardcourt (i) | Oleksandr Nedovjesov | Julian Cash Nikola Mektić                 | 6–3, 3–6, [13–11] | details |
| verloren finales     |                  |                  |               |                      |                                           |                   |         |
| 1.                   | 7 maart 2021     | ATP Buenos Aires | Gravel        | Ariel Behar          | Tomislav Brkić Nikola Čačić               | 3-6, 5-7          | details |
| 2.                   | 25 april 2021    | ATP Belgrado     | Gravel        | Ariel Behar          | Ivan Sabanov Matej Sabanov                | 3-6, 6-7          | details |
| 3.                   | 13 juni 2021     | ATP Stuttgart    | Gras          | Ariel Behar          | Marcelo Demoliner Santiago González       | 6-4, 3-6, [8-10]  | details |
| 4.                   | 15 januari 2022  | ATP Adelaide     | Hardcourt     | Ariel Behar          | Wesley Koolhof Neal Skupski               | 6-7, 4-6          | details |
| 5.                   | 26 juni 2022     | ATP Mallorca     | Gras          | Ariel Behar          | Rafael Matos David Vega Hernández         | 6-7, 7-6, [1-10]  | details |
| 6.                   | 18 juni 2023     | ATP Rosmalen     | Gras          | Oleksandr Nedovjesov | Wesley Koolhof Neal Skupski               | 6–7(1), 2–6       | details |
| 7.                   | 5 augustus 2023  | ATP Kitzbühel    | Gravel        | Oleksandr Nedovjesov | Alexander Erler Lucas Miedler             | 4-6, 4-6          | details |
| gewonnen challengers |                  |                  |               |                      |                                           |                   |         |
| 1.                   | 29 april 2018    | León             | Hardcourt     | Manuel Sánchez       | Bradley Mousley John-Patrick Smith        | 6-4, 6-4          |         |
| 2.                   | 26 mei 2019      | Jeruzalem        | Hardcourt     | Ariel Behar          | Evan King Julian Ocleppo                  | 6-4, 7-6          |         |
| 3.                   | 28 juli 2019     | Praag            | Gravel        | Ariel Behar          | Andrej Goloebev Oleksandr Nedovjesov      | 6-7, 7-5, [10-8]  |         |
| 4.                   | 8 september 2019 | Genova           | Gravel        | Ariel Behar          | Guido Andreozzi Andrés Molteni            | 3-6, 6-4, [10-3]  |         |
| 5.                   | 13 oktober 2019  | Santo Domingo    | Gravel        | Ariel Behar          | Orlando Luz Luis David Martínez           | 6-7, 6-4, [12-10] |         |
| 6.                   | 27 oktober 2019  | Lima             | Gravel        | Ariel Behar          | Luis David Martínez Felipe Meligeni Alves | 6-2, 2-6, [10-3]  |         |
| 7.                   | 3 november 2019  | Guayaquil        | Gravel        | Ariel Behar          | Pedro Sakamoto Thiago Seyboth Wild        | 7-6, 7-6          |         |
| 8.                   | 2 februari 2020  | Newport Beach    | Hardcourt     | Ariel Behar          | Antonio Šančić Tristan-Samuel Weissborn   | 6-2, 6-4          |         |
| 9.                   | 25 oktober 2020  | Istanboel        | Hardcourt     | Ariel Behar          | Robert Galloway Nathaniel Lammons         | 4-6, 6-3, [10-7]  |         |

## Resultaten grote toernooien
| Legenda | Legenda                          |
| ------- | -------------------------------- |
| g.t.    | geen toernooi gehouden           |
| l.c.    | lagere categorie                 |
| –       | niet deelgenomen                 |
| G       | uitgeschakeld in de groepsfase   |
| 1R      | uitgeschakeld in de eerste ronde |
| 2R      | uitgeschakeld in de tweede ronde |
| 3R      | uitgeschakeld in de derde ronde  |
| 4R      | uitgeschakeld in de vierde ronde |
| KF      | uitgeschakeld in de kwartfinale  |
| HF      | uitgeschakeld in de halve finale |
| F       | de finale verloren               |
| W       | het toernooi gewonnen            |
| w-v     | winst/verlies-balans             |

### Dubbelspel
| grandslamtoernooien |      |      |      |      |   |
| Australian Open     | –    | 1R   | 3R   | 3R   |   |
| Roland Garros       | 1R   | 1R   | 2R   | 1R   |   |
| Wimbledon           | g.t. | 3R   | 1R   | 1R   |   |
| US Open             | –    | 1R   | 3R   | 1R   |   |
| ATP Masters 1000    |      |      |      |      |   |
| Indian Wells        | g.t. | 1R   | 1R   | –    |   |
| Miami               | g.t. | –    | 1R   | 1R   |   |
| Monte Carlo         | g.t. | 2R   | 2R   | –    |   |
| Madrid              | g.t. | –    | 2R   | –    |   |
| Rome                | –    | 2R   | KF   | –    |   |
| Montreal/Toronto    | g.t. | 1R   | KF   | –    |   |
| Cincinnati          | –    | 2R   | –    | –    |   |
| Shanghai            | g.t. | g.t. | g.t. | 2R   |   |
| Parijs              | –    | 2R   | 1R   | 1R   |   |
| Olympische Spelen   |      |      |      |      |   |
| Olympische Spelen   | g.t. | –    | g.t. | g.t. |   |
| statistieken        |      |      |      |      |   |
| titels per jaar     | 0    | 2    | 1    | 2    | 0 |
| eindejaarsranking   | 69   | 39   | 40   | 51   |   |